# یواس‌اس کورپورال (اس‌اس-۳۴۶)
یواس‌اس کورپورال (اس‌اس-۳۴۶) (به انگلیسی: USS Corporal (SS-346)) یک زیردریایی بود که طول آن ۳۱۱ فوت ۹ اینچ (۹۵٫۰۲ متر) بود. این زیردریایی در سال ۱۹۴۵ ساخته شد.